# Скотт Рудін
Скотт Рудін (англ. Scott Rudin, р. 1958) — американський кіно- і театральний продюсер.
Рудін живе в Нью-Йорку, зі своїм бойфрендом Джоном Барлов (John Barlow), бродвейським театральним публіцистом і співзасновником Barlow/Hartman Public Relations.

## Ранні життя і робота
Рудін народився і виріс в Нью-Йорку. В шістнадцять років він почав працювати помічником театрального продюсера Kermit Bloomgarden. Пізніше, він працював з продюсерами Robert Whitehead та Emanuel Azenberg. Замість вступу до коледжу, Рудін починає працювати кастинговим агентом, і з часом створює власну компанію. Його щойно створена фірма проводить кастинг для численних бродвейських вистав, включаючи мюзикл Annie (1977) для Mike Nichols. Він також проводить кастинг для  Public Broadcasting Service фільму Verna: USO Girl (1978), де знялися Sissy Spacek і William Hurt, і для фільмів King of the Gypsies (1978), The Wanderers (1979), Simon (1980) з Alan Arkin і Resurrection (1980).

## Кар'єра

### Продюсер
У 1980, Рудін переїжджає до Лос Анджелесу, і влаштовується на роботу до Edgar J. Scherick Associates, де працює продюсером над деякими картинами, такими як I'm Dancing as Fast as I Can (1981), мінісеріалом Little Gloria... Happy at Last для Ен-Бі-Сі (1982) і нагородженим Оскаром документальним фільмом He Makes Me Feel Like Dancin' (1983).
Після роботи в Edgar J. Sherick Associates, Рудін створив власне відділення, Scott Rudin Productions. Його першою стрічкою під цією вивіскою був фільм Джилліана Армстронга Mrs. Soffel (1984). Але невдовзі після цього Рудін перевів заморозив цей свій проєкт, і приєднався до 20th Century-Fox як виконавчий продюсер. В компанії Fox він зустрів Джонатана Долгена, високопоставленого службовця, з яким, через деякий час після цього, він працюватиме в Paramount Pictures. Рудін швидко піднявся по кар'єрних сходинках, і став виробничим директором в 1986-му році, в віці 29 років. Але його положення на вершині Fox не було довгим, він скоро покинув компанію, і започаткував виробничу угоду з Paramount.

### Paramount і Tri-Star
У віці 34-х років, 1 серпня, 1992-го року, Рудін дозволив контракту з Paramount Pictures завершитися, і підписав угоду з Tri-Star Pictures. За умовами угоди з Paramount, йому не надавався фонд розвитку, рахунок, з якого топ-продюсери зазвичай покривають витрати на розвиток фільму.

## Останні роботи
Рудін розробив адаптації до романів The Corrections, Special Topics in Calamity Physics, Blood Meridian і романа-переможця Пуліцерівської премії The Amazing Adventures of Kavalier & Clay. Останнім часом, серед багатьох інших, він відпродюсував такі проєкти: Ще одна з роду Болейн, на основі однойменного популярного романа, з Наталі Портман, Скарлет Йохансон і Еріком Бана; фільм Кеннета Лонергана Маргарет, з Анною Паквін; мультиплікаційний фільм Веса Андерсона, Незрівнянний містер Фокс на основі книги Роальда Дала, за участю Джордж Клуні, Меріл Стріп, Білла Мюррея і Джейсона Шварцмана; фільм режисера Девіда Фінчера за сценарієм Аарона Соркіна про створення Facebook, Соціальна мережа. Зараз він працює над фільмом Девіда Гордона Гріна Козел (The Goat) та над проєктом Алана Бола, який поки що не має назви.
В 2011 був продюсером фільму Дівчина з татуюванням дракона (фільм, 2011).